# Koza krétská

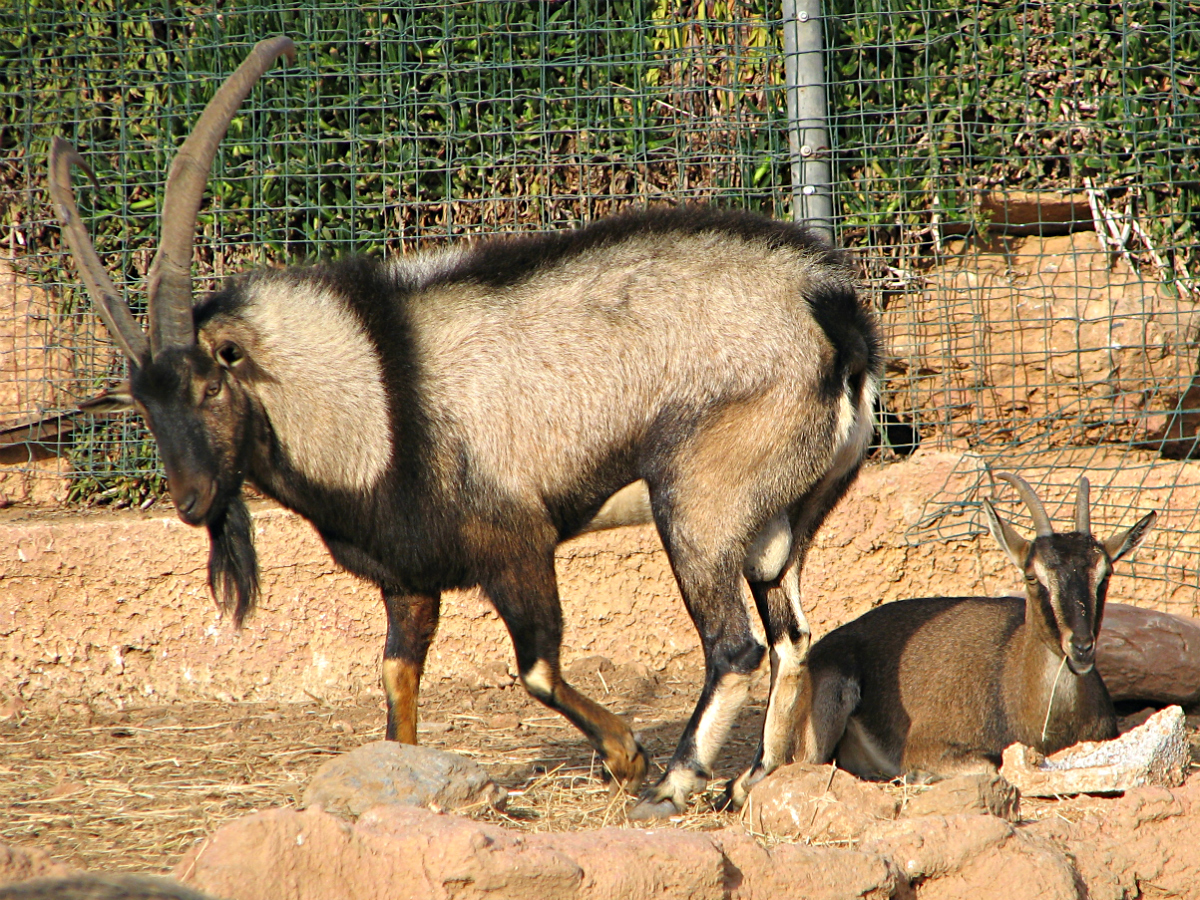
Kozy krétské v zajetí

Koza krétská, zvaná kri-kri (latinsky Capra aegagrus cretica) nebo také koza bezoárová krétská, je zdivočelá forma kozy, dříve byla považována za poddruh kozy bezoárové. Koza krétská se dnes vyskytuje jen na Krétě a třech malých ostrůvcích (Dia, Theodorou a Agii Pantes). Předpokládá se, že kri-kri nepochází z Kréty, s největší pravděpodobností byla na ostrov dovezena v době mínojské civilizace.
V roce 1960 byla koza krétská ohrožena vyhynutím, když její populace čítala 200 kusů. Byla totiž za druhé světové války v období německé okupace jedinou obživou partyzánů, kteří se ukrývali v horách. Z tohoto důvodu byl v roce 1962 na ostrově Kréta v pohoří Bílé hory založen národní park Samaria. I když se počet koz zvýšil na 2 000, jsou stále považovány za zranitelné. Důvodem jsou lovci, kteří je loví kvůli křehkému masu, ubývající pastviny a nemoci, které druh zasáhly. Hrozbu představuje také křížení, protože se krétské kozy mohou křížit s běžnými kozami. Jejich lov je přísně zakázán.
Kri-kri má krátkou světle hnědou srst s tmavým pruhem na zádech. Je plachá, během dne odpočívá a turistům se raději vyhýbá. Může skákat na velké vzdálenosti a problém ji nedělají ani téměř svislé svahy.